# Youthful Dreamer
「Youthful Dreamer」（ユースフル・ドリーマー）は、TrySailの楽曲。石田寛朗が作詞・作曲を手掛け、テレビアニメ『電波教師』のオープニングテーマに起用された。TrySailの1枚目のシングルとして2015年5月13日にアニプレックスから発売された。

## 背景・音楽性
2015年3月14日にTOKYO DOME CITY HALLで開催された「トライアングルステージ〜JUMP〜 in TOKYO DOME CITY HALL」で本曲の初披露が行われたが、その際観客からコールを貰ったことを明かしている。
本曲は、テレビアニメ『電波教師』のオープニングテーマに起用された。テンポの速いドキドキする曲で、歌詞やタイトルも同作の世界観が反映されたものとなっている。
PVは、各メンバーが帰ってきた母校を訪れ、最終的に体育館でライブを行うドラマ仕立てになっているが、麻倉ももが黒板に文字を書くシーンに関しては、彼女が何回も大きく書くため監督からダメ出しを喰らったという。

## ライブ・パフォーマンス
イベント「トライアングルステージ〜JUMP〜 in TOKYO DOME CITY HALL」にて初披露されて以降、TrySail単独でのライブイベントやアニソンフェス「Animelo Summer Live 2015 -THE GATE-」など、多くのイベントで披露されている。アニメソングイベント「アニメ紅白歌合戦 Vol.5」では、TrySailメンバーの事務所の先輩声優4人によるユニットであるスフィアと共に、本曲と「vivid brilliant door!」をアニメ『電波教師』のオープニング主題歌メドレーとして、7人でのパフォーマンスを披露した。スフィアとTrySailのコラボレーションはこれが初めてとなった。

## シングルリリース
2015年5月13日にアニプレックスから発売された。
販売形態は初回生産限定盤（SVWC-70068/9）・期間生産限定盤（SVWC-70070/1）・通常盤（SVWC-70072）の3種リリースで、初回限定盤には本曲のPVを収録したDVDが、期間限定盤には同アニメのノンクレジットオープニング映像を収録したDVDが同梱されている。
初回限定盤と通常盤のジャケットは、アニメや漫画で主人公がパンを咥えながら走る王道のシーンと3人が集まることを表現するためTrySailのメンバーがT字路にてパンを食べる様子になっており、通常盤では各メンバーがT字を描きながらパンを食べ歩く様子を遠くから撮影している。ちなみに撮影前は雨が降っていたが、てるてる坊主の効果もあってか撮影する頃には雨が止んでおり、撮影前は気温自体が低かったためメンバー全員防寒具を着て待機していたという。一方期間限定盤のジャケットは同アニメの主人公である鑑純一郎とヒロインである鑑純音が船に乗っているイラストが描かれている。

## シングル収録内容

### 初回生産限定盤・通常盤
| #         | タイトル                           | 作詞      | 作曲      | 編曲      | 時間  |
| --------- | ---------------------------------- | --------- | --------- | --------- | ----- |
| 1.        | 「Youthful Dreamer」               | 石田寛朗  | 石田寛朗  | 石田寛朗  | 4:01  |
| 2.        | 「Sail Out」                       | 田中花乃  | AYAME     | 谷口尚久  | 4:08  |
| 3.        | 「Youthful Dreamer」(Instrumental) |           |           |           | 4:01  |
| 4.        | 「Sail Out」(Instrumental)         |           |           |           | 4:05  |
| 合計時間: | 合計時間:                          | 合計時間: | 合計時間: | 合計時間: | 16:15 |

| #  | タイトル                          | 作詞 | 作曲・編曲 | 時間 |
| -- | --------------------------------- | ---- | ---------- | ---- |
| 1. | 「Youthful Dreamer」(Music Video) |      |            | 5:00 |

### 期間生産限定盤
| #         | タイトル                           | 作詞  | 作曲・編曲 | 時間 |
| --------- | ---------------------------------- | ----- | ---------- | ---- |
| 1.        | 「Youthful Dreamer」               |       |            | 4:01 |
| 2.        | 「Sail Out」                       |       |            | 4:08 |
| 3.        | 「Youthful Dreamer」(TV Ver.)      |       |            | 1:33 |
| 4.        | 「Youthful Dreamer」(Instrumental) |       |            | 4:01 |
| 5.        | 「Sail Out」(Instrumental)         |       |            | 4:05 |
| 合計時間: | 合計時間:                          | 17:48 |            |      |

| #  | タイトル                                                   | 作詞 | 作曲・編曲 |
| -- | ---------------------------------------------------------- | ---- | ---------- |
| 1. | 「TVアニメ『電波教師』ノンクレジットオープニングムービー」 |      |            |

## チャート
| チャート（2015年）                | 最高位 |
| --------------------------------- | ------ |
| オリコン週間                      | 12     |
| オリコン月間                      | 42     |
| Billboard Japan Hot 100           | 30     |
| Billboard Japan Hot Animation     | 9      |
| Billboard Japan Hot Singles Sales | 12     |
| サウンドスキャンジャパン          | 15     |

## 収録アルバム
| アルバム        | 発売日        | 備考                  |
| --------------- | ------------- | --------------------- |
| 『Sail Canvas』 | 2016年5月25日 | 1stオリジナルアルバム |